# エステティックライン
エステティックライン (Esthetic line) は人の側貌において、鼻の先端とあごの先端を結んだ線の事である。
別名、Eライン。口元の突出感の判断に用いられる。

## 概要
いわゆる「美しい口元」の基準として用いられ、矯正治療の診断の重要な基準であり、またこの改善が治療目的の一つでもある。1954年に、歯科矯正医ロバート・リケッツが提唱した。極めて美しい横顔をもつ場合、上下の唇がエステティックラインに触れず、少し後ろにあるのが美と定義されている。
日本人成人においては、その鼻が欧米人より低いため、上下唇が共にラインに接した位置にあるのが一般に美の範疇とされる。歯並びや噛み合わせが悪いとこのエステティックラインが崩れる。出っ歯（上顎前突）の場合、上唇がラインから前方にはみ出し、受け口（下顎前突）の場合は下唇や下あごが前にはみ出す。口元全体がラインから突き出す場合は形成外科的に「ガミーフェイス」という。
歯並びが悪くはないが、エステティックラインより上下の唇が突き出す場合には鼻骨の高さ、顎骨のいずれかの形成に不足していることがいえる。

## 関連
- 歯科矯正学
- 審美歯科学
- 審美歯科